# Edmund Scholtz
Edmund Scholtz (* 27. Januar 1869 in Neudorf; † 7. Juni 1948 in Ödenburg) war ein ungarischer Politiker der deutschen Minderheit.

## Leben
Scholtz war Angehöriger der Zipser Sachsen. Er studierte Theologie an den Universitäten in Halle a.S. und Berlin und ging im Herbst 1891 als Vikar nach Agendorf bei Ödenburg, wo er ab 1893 als Pastor wirkte. 1913 wurde er zum Senior des Oberen Ödenburger Seniorates gewählt. 1920 wurde er im Wahlbezirk Mattersdorf für die „Christlich-Deutschungarische Integritätspartei“ in die ungarische Nationalversammlung gewählt. Scholtz trat gegen den Anschluss des Burgenlandes an Österreich ein, da er für die evangelischen Bewohner in dem überwiegend katholischen Land eine schlechtere Stellung befürchtete. 1921 endete sein Mandat, als der Wahlbezirk nach der Volksabstimmung 1921 im Burgenland zu Österreich kam. Scholtz blieb auch nach 1921 mit den Gemeinden westlich der Grenze in Kontakt.

## Veröffentlichungen
- Illustrierte Geschichte der evangelischen Kirchengemeinde Agfalva-Agendorf, Bánfalva-Wandorf und Loipersbach: volkstümlich dargestellt. Sopron 1938.